# ويليام كارير
ويليام كارير (20 ديسمبر 1994 - ) هو لاعب هوكي جليد كندي.

## حياته
ولد في 20 ديسمبر 1994 في لاسال في كندا.

## وصلات خارجية
- ويليام كارير على موقع دوري الهوكي الوطني (الإنجليزية)
- ويليام كارير على موقع EliteProspects.com (الإنجليزية)
- ويليام كارير على موقع Eurohockey.com (الإنجليزية)
- ويليام كارير على موقع HockeyDB.com (الإنجليزية)
- ويليام كارير على موقع Hockey-Reference.com (الإنجليزية)